# Ramsted
Ramsted (dansk) eller Ramstedt (tysk) er en landsby og kommune i det nordlige Tyskland under Kreis Nordfriesland i delstaten Slesvig-Holsten. Byen ligger cirka 12 kilometer sydøst for Husum og 5 kilometer nordøst for Frederiksstad i Sønder Gøs Herred i det sydvestlige Sydslesvig.
Ramsted blev første gang nævnt 1378. I den danske tid hørte landsbyen til Svavsted Sogn (Sønder Gøs Herred).
I nærheden af byen ligger Ejder-Trene-sænkningen.
Kommunen samarbejder på administrativt plan med andre kommuner i Nordsø-Trene kommunefællesskab (Amt Nordsee-Treene).